# Mutschellen
Der Mutschellen (veraltet auch Mutschällen) ist ein Schweizer Pass im Bezirk Bremgarten des Kantons Aargau nahe der Grenze zum Kanton Zürich.

## Lage und Entstehung
Er verbindet das Reusstal im Westen mit dem Limmattal im Osten. Direkt auf dem Mutschellen treffen sich die drei Gemeinden Berikon, Rudolfstetten-Friedlisberg und Widen. Die drei Dörfer sind auf dem Mutschellen so stark zusammengewachsen, dass nur Ortskundige genau sagen können, wo die Gemeindegrenzen verlaufen. Man spricht immer von dem Mutschellen bzw. auf dem Mutschellen. Nie in Mutschellen, es gibt keine Ortschaft Mutschellen.
Der Mutschellen ist eine Gletschermoräne, die während der Würmeiszeit entstanden ist. Zu dieser Zeit stiessen der Reussgletscher und der Linthgletscher nordwärts bis an den Rhein vor. Die Gletscher hinterliessen tiefe Furchen und liessen auf ihrem Rückzug lange Hügelzüge (Nord-Süd) und etliche Seen zurück wie Zürichsee, Hallwilersee. Durch den Druck der beiden Gletscher entstand auch der Mutschellen mit dem bis zu 800 Meter hohen Heitersberg. In einer Mulde hoch über dem Mutschellen liegt der Egelsee.
Während Bauaktivitäten stösst man immer wieder auf teilweise riesige Findlinge aus dem Gotthardmassiv. Ein besonders schönes Exemplar von rund 100 Tonnen Masse liegt auf dem Areal der Primarschule Berikon. Auf diesen Felsbrocken stiess man in den 1990er Jahren, als man ein neues Schulhaus baute.

### Infrastruktur
Das Gebiet um die Passhöhe sowie die gesamte Westseite des Passes sind stark bebaut. Auf der Passhöhe stehen mehrere Tankstellen sowie das gleichnamige Restaurant Mutschellen. Nebst vielen kleinen Gewerbetreibenden sind auf dem Mutschellen zahlreiche Schweizer Detailisten und mehrere Banken vertreten. Der Bahnhofplatz wurde 2007 neu gestaltet. Es entstand ein neues Gebäude mit diversen Geschäften und einer neuen Post.

### Verkehr
Der Pass ist rund 11 km lang und liegt an der wichtigen Hauptstrasse Nummer 1 Zürich-Bern, die ebenfalls Dietikon mit Bremgarten AG verbindet. Es handelt sich dabei um eine gut ausgebaute Erstklassstrasse. Die Mutschellen-Kreuzung gilt als Verkehrsknotenpunkt, an denen sich die Hauptstrasse Zürich–Bern und die Strasse Birmensdorf–Baden kreuzen. Der Mutschellen wird von der Aargau Verkehr AG durch die Bremgarten-Dietikon-Bahn (BD) und durch Busse von Postauto Schweiz erschlossen. Der Bahnhof direkt auf der Passhöhe heisst seit jeher Berikon-Widen und nicht Mutschellen.
Der Pass gilt immer noch als wichtige Verbindung von Zürich in den Aargau. Als die Autobahn A1 noch nicht existierte, lag der Mutschellen nicht nur auf der Hauptverbindung Zürich–Bern, es war auch der einzige Pass auf dieser Strecke.

### Projekte rund um den Verkehr
Es wurde schon mehrmals der Bau eines Basistunnels von Dietikon nach Bremgarten angeregt. Die hohen Kosten liessen dieses Projekt bis jetzt nie konkrete Formen annehmen.
Der Bahnübergang bei der Kreuzung Richtung Berikon sorgt besonders im Berufsverkehr für Probleme, da zu Spitzenzeiten alle 5 Minuten ein Zug die Strasse quert. Es gibt Ideen, die Bahn vor der Passhöhe beidseitig in einem Tunnel verschwinden zu lassen, um so die Strasse zu entlasten und zusätzliches Bauland zu schaffen.
In den 1960er Jahren wurden in der Schweiz viele Privatbahnen aufgelöst. Dies drohte auch der Bremgarten-Dietikon-Bahn. Anstelle einer Bahnlinie über den Pass hätte eine vierspurige Schnellstrasse Platz gefunden.

### Post
Die Schweizerische Post führte bis in die 1990er Jahre für den Mutschellen eine eigene Postleitzahl, nämlich 8968 Mutschellen. Speziell daran war, dass man aufgrund der Adresse nicht wusste, ob derjenige nun in Berikon, Widen oder Rudolfstetten wohnte. Dies führte oft zu Verwirrungen. Die Postleitzahl 8968 wurde aufgehoben, und die Leute bekamen die PLZ ihrer Wohngemeinde zugeteilt. Weil aber der Begriff Mutschellen nach wie vor in der ganzen Schweiz relativ bekannt ist, dürfen die Anwohner und besonders die ansässigen Unternehmen und Geschäfte den Ortsnamen Mutschellen nach wie vor benützen und sich auch so im Telefonbuch eintragen lassen.

### Geschichte
Aufgrund seiner Lage ist der Mutschellen seit Jahrtausenden ein wichtiger Übergang zwischen Reuss- und Limmattal. Verschiedene Funde belegen, dass bereits in der Jungsteinzeit Menschen hier lebten. Mit dem Bau der Bremgarten-Dietikon-Bahn im Jahre 1902 begann ein neues Zeitalter für den Mutschellen. Bis ein eigentlicher Bauboom einsetzte, dauerte es aber noch rund fünfzig Jahre. Bis in die Mitte des zwanzigsten Jahrhunderts war der Mutschellen eine Art Weiler. Erst nach dem Zweiten Weltkrieg wuchsen die Anrainergemeinden langsam zusammen und es entstand rund um den Pass ein neues Zentrum.
In den letzten Jahren intensivierten die Gemeinden auf dem Mutschellen immer mehr ihre Zusammenarbeit.
Auch Oberwil-Lieli gehört aufgrund seiner Beteiligung an regionalen Projekten zu den Mutschellen-Gemeinden, obwohl es keinen Anteil am Pass hat. Auf vielen Ebenen wie zum Beispiel der Bildung, der Sicherheit oder der Altersversorgung wird eng zusammengearbeitet. Aus dem Konglomerat der vier Gemeinden entstand in den letzten Jahren ein urbanes Zentrum, das die Dimension einer Kleinstadt mit rund 13'000 Einwohnern hat. Eine Fusion mit dem Zweck einer solchen Stadt Mutschellen wird aber momentan nicht angestrebt. Vielmehr möchte man die Zusammenarbeit bilateral intensivieren.

### Militärische Bedeutung
Der Übergang wurde schon immer als strategisch wichtig eingestuft. Die Limmatlinie sollte dem westlichen Mittelland im Falle eines deutschen Angriffs als natürliche Sperre dienen. Die vielen heute noch erhaltenen Bunker und Panzersperren erinnern an die hohe Bedeutung des Passes im Zweiten Weltkrieg.
Der Schweizer Schriftsteller Max Frisch war während seines Aktivdienstes 1939/45 mehrmals mit seiner Artillerieeinheit auf dem Mutschellen stationiert. Dies beschreibt er in seinen beiden Werken Dienstbüchlein und Schweiz ohne Armee? Ein Palaver.

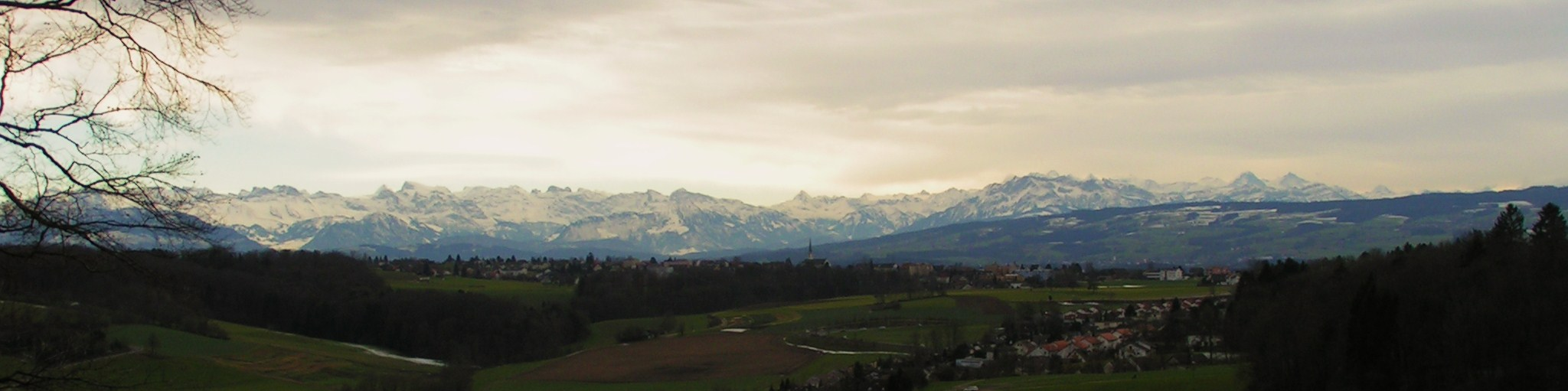
Mutschellen (unten rechts) bei Föhn